# Entelecara turbinata
Entelecara turbinata là một loài nhện trong họ Linyphiidae.
Loài này thuộc chi Entelecara. Entelecara turbinata được Eugène Simon miêu tả năm 1918.